# Сагаль, Анхело
Анхель Николас Сагаль Тапиа (исп. Ángelo Nicolás Sagal Tapia; родился 18 апреля 1993 года в Талька, Чили) — чилийский футболист, атакующий полузащитник. Выступал за сборную Чили.

## Клубная карьера
Сагаль — воспитанник клуба «Рейнджерс» из своего родного города. В 2011 году он дебютировал за основной состав в чилийской Примере B. В том же году Анхель помог клубу выйти в элиту. 25 марта 2012 года в матче против «Уачипато» он дебютировал в чилийской Примере. 30 августа в поединке Кубка Чили против «Сан-Антонио Унидо» Сагаль забил свой первый гол за «Рейнджерс».
Летом 2013 года Анхело подписал соглашение с «Уачипато». 27 июля в матче против «Сантьяго Уондерерс» он дебютировал за новую команду. 5 октября 2014 в поединке против «Универсидад Католика» Сагаль забил свой первый гол за «Уачипато».
Летом 2017 года Сагаль перешёл в мексиканскую «Пачуку». 23 июля в матче против УНАМ Пумас он дебютировал в мексиканской Примере. 13 августа в поединке против УАНЛ Тигрес Ахело забил свой первый гол за «Пачуку». 17 декабря в матче клубного чемпионата мира против эмиратского «Аль-Джазира» он отметился забитым мячом. Летом 2019 года Сагаль на правах аренды перешёл в «Хуарес». 20 июля в матче против «Атласа» он дебютировал за новую команду. 5 августа в поединке против «Толуки» Анхело забил свой первый гол за «Хуарес». 
Летом 2020 года Сагаль перешёл в турецкий «Денизлиспор». В поединке против «Гёзтепе» он дебютировал в турецкой Суперлиге. 28 апреля 2021 года в поединке против «Кайсериспора» Анхело забил свой первый гол за «Денизлиспор». Летом 2021 года Сагаль перешёл в «Газиантеп». 14 августа в матче против «Фатих Карагюмрюк» он дебютировал за новую команду. В этом же поединке Анхело забил свой первый гол за «Газиантеп». В начале 2023 года Сагаль на правах аренды перешёл в венгерский «Ференцварош». 12 марта в матче против «Академия Пушкаша» он дебютировал в чемпионате Венгрии. 

## Международная карьера
29 января 2015 года в товарищеском матче против сборной США Сагаль дебютировал за сборную Чили. 15 января 2017 года в поединке China Cup 2017 против сборной Исландии Анхель забил свой первый гол за национальную команду.
В 2017 году Сагаль стал серебряным призёром Кубка конфедераций в России. На турнире он сыграл в матче против команды Германии.
В 2019 году Сагаль принял участие в Кубке Америки в Бразилии. На турнире он сыграл в матче против сборной Перу.

### Голы за сборную Чили
| #   | Дата           | Место                                | Противник    | Счёт | Результат | Соревнование      |
| --- | -------------- | ------------------------------------ | ------------ | ---- | --------- | ----------------- |
| 01. | 15 января 2017 | Гуанчи Спортс Сентр, Наньнин, Китай  | Исландия     | 0:1  | 0:1       | China Cup 2017    |
| 02. | 2 июня 2017    | Национальный стадион, Сантьяго, Чили | Буркина-Фасо | 3:0  | 3:0       | Товарищеский матч |

## Достижения
Международные
 Чили
- Кубок конфедераций — 2017